# Catherine Alliott
Catherine Alliott es una novelista inglesa; nació y se crio en Hertfordshire.  Después de graduarse en la Universidad de Warwick, trabajó en Londres como redactora de publicidad. Vive en Hertfordshire con su esposo, un abogado, y sus tres hijos. 
Su primera novela fue elegida por WH Smith, un busca talentos, para su promoción en 1994, y se convirtió en un instantáneo éxito de ventas en todo el país, al igual que sus obras posteriores.

## Obra

### Libros
- Going Too Far (1994)

- The Old Red-niña (1994)

- The Real Thing (1996)

- Lamenta Rosie Meadows (1998)

- La suerte de Olivia (2000)

- Un hombre casado (2002)

- Día de la Boda 419 p. ISBN 0141973366, ISBN 9780141973364 (2004)

- Es un Tipo de Girl (2005)

- Un popular del Matrimonio (2006)

- A Crowded Marriage. Edición reimpresa de Penguin UK, 560 p. ISBN 0141973374, ISBN 9780141973371 2012

- My Husband Next Door. Ed. No Shooz Publishing, 500 p. ISBN 1948224127, ISBN 9781948224123 2017

- Datos: Q5758696